# Le Capitaine Fracasse (1961)
Le Capitaine Fracasse is een Franse film van Pierre Gaspard-Huit die werd uitgebracht in 1961.
Deze mantel- en degenfilm was de meest succesrijke film van Pierre Gaspard-Huit. De film is gebaseerd op de gelijknamige roman (1863) van Théophile Gautier en is de vierde en meest bekende Franse filmversie van de roman. Voor de hoofdrol kon Gaspard-Huit een beroep doen op Jean Marais die van de mantel- en degenfilm in het begin van de jaren zestig zijn specialiteit maakte.

## Samenvatting
Frankrijk, 1630. Philippe de Sigognac, een verarmde baron, leeft samen met zijn knecht Scapin in het vervallen voorouderlijk kasteel. Op een dag biedt hij een rondtrekkend toneelgezelschap gastvrijheid aan. Hij voelt zich aangesproken door de enthousiaste en dynamische bende en vooral door de jonge Isabelle, de actrice die het naïeve onschuldige meisje speelt. 
Omdat hij zijn kasteelleventje beu is vraagt hij Hérode, de leider van het gezelschap, of hij met hen mag meereizen tot in Parijs. Wanneer 'capitaine Fracasse, een acteur van het gezelschap overlijdt, vervangt Philippe hem. Isabelle wordt eveneens verliefd op Philippe maar omdat ze zelf niet tot de adel behoort, weigert ze een relatie met hem aan te gaan. Ze wil de carrière van de baron immers niet schaden.

## Rolverdeling
| Acteur          | Personage                                              |
| --------------- | ------------------------------------------------------ |
| Jean Marais     | baron Philippe de Sigognac, alias 'capitaine Fracasse' |
| Philippe Noiret | Hérode                                                 |
| Geneviève Grad  | Isabelle                                               |
| Gérard Barray   | de hertog van Vallombreuse                             |
| Bernard Dhéran  | ridder Vidalenc                                        |
| Sacha Pitoëff   | Matamore (Boisrobert)                                  |
| Louis de Funès  | Scapin, de dienstknecht                                |
| Robert Pizani   | Blazius, de pedante man                                |
| Sophie Grimaldi | Zerbine, de kamermeid                                  |
| Renée Passeur   | Dame Léonarde, de gouvernante                          |
| Jacques Toja    | Léandre, de verleider                                  |
| Alain Saury     | Agostin, struikrover                                   |
| Maurice Teynac  | de markies de Bruyères                                 |
| Jean Yonnel     | prins de Moussy                                        |
| Jean Rochefort  | Malartic, een zwaardvechter                            |
| Guy Delorme     | de kapitein van de wacht                               |
| René Charvey    | Lodewijk XIII                                          |